# Česko na Zimních olympijských hrách 1994
Česko na Zimních olympijských hrách 1994 v norském Lillehammeru reprezentovalo 64 sportovců v sedmi sportech. Při své první účasti na olympijských hrách po rozdělení Československa nedosáhli čeští sportovci na žádnou medaili; tyto hry se tak staly dosud jedinými bez medailového úspěchu pro samostatnou Českou republiku. Nejlepším umístěním byla dvě pátá místa ledních hokejistů a týmu sdruženářů. V první desítce se v individuálních závodech dále umístila běžkyně na lyžích Kateřina Neumannová (ve dvou závodech), biatlonistka Eva Háková a skokan na lyžích Jaroslav Sakala, ve dvojicích potom dvojbob a dva krasobruslařské páry.
Nejmladším českým účastníkem ZOH 1994 byl skokan na lyžích Zbyněk Krompolc (15 let), nejstarším lední hokejista Otakar Janecký (33 let).

## Přehled sportovců
Počet českých sportovců startujících v jednotlivých olympijských sportech.
| Sport              | Muži | Ženy | Celkem |
| ------------------ | ---- | ---- | ------ |
| Běh na lyžích      | 6    | 5    | 11     |
| Biatlon            | 4    | 6    | 10     |
| Boby               | 4    | 0    | 4      |
| Krasobruslení      | 3    | 5    | 8      |
| Lední hokej        | 23   | 0    | 23     |
| Severská kombinace | 4    | 0    | 4      |
| Skoky na lyžích    | 4    | 0    | 4      |
| Celkem             | 48   | 16   | 64     |

Čeští sportovci se nenominovali do závodů a soutěží v akrobatickém lyžování, alpském lyžování, rychlobruslení, saních a short tracku.

## Jednotlivé sporty

### Běh na lyžích
| Jméno                                             | Disciplína              | Start  | Pořadí | Čas     | Pořadí | Celk. čas | Pořadí |
| ------------------------------------------------- | ----------------------- | ------ | ------ | ------- | ------ | --------- | ------ |
| Pavel Benc                                        | 10 km klasicky          |        |        |         |        | 27:38,6   | 65.    |
| Pavel Benc                                        | 15 km volně stíh. závod | +03:18 | 65.    | 38:06,1 | 18.    | 1:05:44,1 | 36.    |
| Pavel Benc                                        | 30 km volně             |        |        |         |        | 1:18:49,5 | 25.    |
| Luboš Buchta                                      | 10 km klasicky          |        |        |         |        | 26:17,6   | 26.    |
| Luboš Buchta                                      | 15 km volně stíh. závod | +01:57 | 26.    | 38:37,0 | 33.    | 1:04:54,0 | 24.    |
| Luboš Buchta                                      | 50 km klasicky          |        |        |         |        | 2:14:50,0 | 20.    |
| Václav Korunka                                    | 10 km klasicky          |        |        |         |        | 27:22,8   | 59.    |
| Václav Korunka                                    | 15 km volně stíh. závod | +03:02 | 59.    | 38:40,0 | 34.    | 1:06:02,0 | 37.    |
| Martin Petrásek                                   | 10 km klasicky          |        |        |         |        | 28:10,0   | 71.    |
| Martin Petrásek                                   | 15 km volně stíh. závod | +03:50 | 71.    | 40:13,8 | 53.    | 1:08:23,8 | 58.    |
| Martin Petrásek                                   | 30 km volně             |        |        |         |        | DNS       |        |
| Martin Petrásek                                   | 50 km klasicky          |        |        |         |        | DNF       |        |
| Jiří Teplý                                        | 30 km volně             |        |        |         |        | 1:17:37,8 | 17.    |
| Ondřej Valenta                                    | 30 km volně             |        |        |         |        | 1:20:04,1 | 34.    |
| Ondřej Valenta                                    | 50 km klasicky          |        |        |         |        | 2:26:08,6 | 58.    |
| Luboš Buchta Václav Korunka Jiří Teplý Pavel Benc | štafeta 4×10 km         |        |        |         |        | 1:47:12,6 | 8.     |

| Jméno                                                                     | Disciplína              | Start  | Pořadí | Čas     | Pořadí | Celk. čas | Pořadí |
| ------------------------------------------------------------------------- | ----------------------- | ------ | ------ | ------- | ------ | --------- | ------ |
| Lucie Chroustovská                                                        | 15 km volně             |        |        |         |        | 47:37,8   | 48.    |
| Lucie Chroustovská                                                        | 30 km klasicky          |        |        |         |        | 1:36:07,8 | 39.    |
| Kateřina Neumannová                                                       | 5 km klasicky           |        |        |         |        | 14:49,6   | 8.     |
| Kateřina Neumannová                                                       | 10 km volně stíh. závod | +00:41 | 8.     | 28:00,8 | 6.     | 42:49,8   | 6.     |
| Kateřina Neumannová                                                       | 15 km volně             |        |        |         |        | 43:25,1   | 14.    |
| Jana Rázlová                                                              | 5 km klasicky           |        |        |         |        | 16:39,7   | 55.    |
| Jana Rázlová                                                              | 10 km volně stíh. závod | +02:31 | 55.    | 33:07,8 | 52.    | 49:46,8   | 52.    |
| Jana Rázlová                                                              | 30 km klasicky          |        |        |         |        | 1:36:40,9 | 42.    |
| Martina Vondrová                                                          | 5 km klasicky           |        |        |         |        | 16:27,3   | 47.    |
| Martina Vondrová                                                          | 10 km volně stíh. závod | +02:19 | 47.    | 31:24,9 | 42.    | 47:51,9   | 44.    |
| Martina Vondrová                                                          | 15 km volně             |        |        |         |        | 45:29,1   | 31.    |
| Martina Vondrová                                                          | 30 km klasicky          |        |        |         |        | 1:34:50,1 | 36.    |
| Iveta Zelingerová                                                         | 5 km klasicky           |        |        |         |        | 16:15,6   | 43.    |
| Iveta Zelingerová                                                         | 10 km volně stíh. závod | +02:07 | 43.    | 30:25,2 | 31.    | 46:40,2   | 33.    |
| Iveta Zelingerová                                                         | 15 km volně             |        |        |         |        | 46:56,3   | 41.    |
| Iveta Zelingerová                                                         | 30 km klasicky          |        |        |         |        | DNF       |        |
| Martina Vondrová Iveta Zelingerová Kateřina Neumannová Lucie Chroustovská | štafeta 4×5 km          |        |        |         |        | 1:02:02,1 | 9.     |

### Biatlon
| Jméno                                            | Disciplína         | Čas       | Chyby | Pořadí |
| ------------------------------------------------ | ------------------ | --------- | ----- | ------ |
| Petr Garabík                                     | sprint 10 km       | 30:31,2   | 1 TK  | 21.    |
| Petr Garabík                                     | vytrvalostní 20 km | 59:48,9   | 1 TM  | 11.    |
| Jiří Holubec                                     | sprint 10 km       | 30:45,2   | 2 TK  | 29.    |
| Jiří Holubec                                     | vytrvalostní 20 km | 1:00:18,9 | 1 TM  | 17.    |
| Tomáš Kos                                        | sprint 10 km       | 31:52,0   | 1 TK  | 46.    |
| Ivan Masařík                                     | vytrvalostní 20 km | 1:01:46,0 | 3 TM  | 34.    |
| Petr Garabík Tomáš Kos Ivan Masařík Jiří Holubec | štafeta 4×7,5 km   | 1:35:26,0 | 0 TK  | 12.    |

| Jméno                                                 | Disciplína         | Čas       | Chyby | Pořadí |
| ----------------------------------------------------- | ------------------ | --------- | ----- | ------ |
| Eva Háková                                            | sprint 7,5 km      | 26:48,2   | 1 TK  | 9.     |
| Eva Háková                                            | vytrvalostní 15 km | 57:43,2   | 6 TM  | 35.    |
| Iveta Knížková                                        | sprint 7,5 km      | 28:18,3   | 3 TK  | 34.    |
| Iveta Knížková                                        | vytrvalostní 15 km | 57:23,7   | 6 TM  | 34.    |
| Irena Novotná                                         | vytrvalostní 15 km | 59:29,0   | 4 TM  | 50.    |
| Jiřina Pelcová                                        | sprint 7,5 km      | 29:23,0   | 3 TK  | 49.    |
| Jiřina Pelcová                                        | vytrvalostní 15 km | 58:07,3   | 3 TM  | 37.    |
| Gabriela Sůvová                                       | sprint 7,5 km      | 30:25,8   | 4 TK  | 63.    |
| Jana Kulhavá Jiřina Pelcová Iveta Knížková Eva Háková | štafeta 4×7,5 km   | 1:57:00,8 | 3 TK  | 7.     |

### Boby
| Jméno                                              | Disciplína | 1. jízda | Pořadí | 2. jízda | Pořadí | 3. jízda | Pořadí | 4. jízda | Celkem  | Pořadí |
| -------------------------------------------------- | ---------- | -------- | ------ | -------- | ------ | -------- | ------ | -------- | ------- | ------ |
| Jiří Džmura Pavel Polomský                         | dvojbob    | 52,66    | 5.     | 53,18    | 6.     | 53,02    | 6.     | 53,32    | 3:32,18 | 7.     |
| Pavel Puškár Jan Kobián                            | dvojbob    | 53,44    | 21.    | 53,42    | 19.    | 53,54    | 19.    | 53,85    | 3:34,25 | 20.    |
| Jiří Džmura Pavel Puškár Pavel Polomský Jan Kobián | čtyřbob    | 52,35    | 14.    | 52,45    | 15.    | 52,31    | 12.    | 52,40    | 3:29,51 | 10.    |

### Krasobruslení
| Jméno          | Krátký program | Pořadí | Volná jízda  | Celkem       | Pořadí |
| -------------- | -------------- | ------ | ------------ | ------------ | ------ |
| Lenka Kulovaná | 5,5            | 11.    | 14,0         | 19,5         | 13.    |
| Irena Zemanová | 13,5           | 27.    | nepostoupila | nepostoupila | 27.    |

| Jméno                         | Krátký program | Pořadí | Volná jízda | Celkem | Pořadí |
| ----------------------------- | -------------- | ------ | ----------- | ------ | ------ |
| Radka Kovaříková René Novotný | 2,5            | 5.     | 6,0         | 8,5    | 6.     |

| Jméno                           | Povinný tanec 1 | Pořadí | Povinný tanec 2 | Pořadí | Původní tanec | Pořadí | Volný tanec | Celkem | Pořadí |
| ------------------------------- | --------------- | ------ | --------------- | ------ | ------------- | ------ | ----------- | ------ | ------ |
| Radmila Chroboková Milan Brzý   | 3,2             | 16.    | 3,2             | 16.    | 9,6           | 16.    | 16,0        | 32,0   | 16.    |
| Kateřina Mrázová Martin Šimeček | 1,6             | 8.     | 1,6             | 8.     | 4,8           | 8.     | 8,0         | 16,0   | 8.     |

### Lední hokej
| Fáze          | Soupeř    | Výsledek | Body | Pořadí |
| ------------- | --------- | -------- | ---- | ------ |
| zákl. skupina | Finsko    | 1:3      | 0    |        |
| zákl. skupina | Rakousko  | 7:3      | 2    |        |
| zákl. skupina | Německo   | 1:0      | 2    |        |
| zákl. skupina | Norsko    | 4:1      | 2    |        |
| zákl. skupina | Rusko     | 3:4      | 0    |        |
| zákl. skupina | celkem    | 16:11    | 6    | 3.     |
| čtvrtfinále   | Kanada    | 2:3      |      |        |
| o 5.–8. místo | USA       | 5:3      |      |        |
| o 5. místo    | Slovensko | 7:1      | 5.   |        |

Soupiska:
- brankáři: Petr Bříza, Jaroslav Kameš, Roman Turek
- obránci: Miloslav Hořava, Drahomír Kadlec, Antonín Stavjaňa, Bedřich Ščerban, Jiří Veber, Jan Vopat, Jiří Vykoukal
- útočníci: Jan Alinč, Jiří Doležal, Pavel Geffert, Roman Horák, Martin Hosták, Petr Hrbek, Otakar Janecký, Tomáš Kapusta, Kamil Kašťák, Jiří Kučera, Tomáš Sršeň, Radek Ťoupal, Richard Žemlička

### Severská kombinace
| Jméno                                    | Disciplína         | První kolo | První kolo | Druhé kolo | Druhé kolo | Druhé kolo | Běh na lyžích | Běh na lyžích | Běh na lyžích | Celkem    | Celkem |
| Jméno                                    | Disciplína         | Body       | Pořadí     | Body       | Celkem     | Pořadí     | Start         | Čas           | Pořadí        | Celkem    | Pořadí |
| ---------------------------------------- | ------------------ | ---------- | ---------- | ---------- | ---------- | ---------- | ------------- | ------------- | ------------- | --------- | ------ |
| Miroslav Kopal                           | individuální závod | 80,0       | 48.        | 85,0       | 165,0      | 48.        | +09:06        | DNF           |               |           |        |
| Milan Kučera                             | individuální závod | 102,5      | 17.        | 91,5       | 194,0      | 24.        | +05:53        | 41:29,5       | 36.           | 47:22,5   | 31.    |
| František Máka                           | individuální závod | 99,5       | 24.        | 102,0      | 201,5      | 17.        | +05:03        | 40:23,2       | 22.           | 45:26,2   | 18.    |
| Zbyněk Pánek                             | individuální závod | 89,5       | 41.        | 81,5       | 171,0      | 41.        | +08:26        | 38:58,0       | 5.            | 47:24,0   | 32.    |
| Milan Kučera Zbyněk Pánek František Máka | závod družstev     | 306,0      | 7.         | 297,5      | 603,5      | 6.         | +10:50        | 1:24:05,9     | 6.            | 1:34:55,9 | 5.     |

### Skoky na lyžích
| Jméno                                                      | Disciplína            | První kolo | První kolo | Finále | Finále | Finále |
| Jméno                                                      | Disciplína            | Body       | Pořadí     | Body   | Celkem | Pořadí |
| ---------------------------------------------------------- | --------------------- | ---------- | ---------- | ------ | ------ | ------ |
| Ladislav Dluhoš                                            | střední můstek        | 108,5      | 31.        | DSQ    | DSQ    |        |
| Ladislav Dluhoš                                            | velký můstek          | 67,4       | 38.        | 74,4   | 141,8  | 30.    |
| Zbyněk Krompolc                                            | střední můstek        | 106,0      | 35.        | 83,5   | 189,5  | 36.    |
| Zbyněk Krompolc                                            | velký můstek          | 90,2       | 24.        | 61,2   | 151,4  | 29.    |
| Jiří Parma                                                 | střední můstek        | 118,0      | 18.        | 108,5  | 226,5  | 19.    |
| Jiří Parma                                                 | velký můstek          | 88,1       | 25.        | 36,6   | 124,7  | 39.    |
| Jaroslav Sakala                                            | střední můstek        | 109,0      | 30.        | 126,0  | 235,0  | 13.    |
| Jaroslav Sakala                                            | velký můstek          | 113,1      | 9.         | 108,9  | 222,0  | 7.     |
| Ladislav Dluhoš Zbyněk Krompolc Jiří Parma Jaroslav Sakala | velký můstek družstva | 401,9      | 8.         | 398,8  | 800,7  | 7.     |